# Hugo Dellien
Hugo Dellien (født 16. juni 1993 i Trinidad, Bolivia) er en professionel tennisspiller fra Bolivia.